# Søren Rasted
Søren Rasted, född 13 juni 1969 i Köpenhamn, är en dansk musiker, låtskrivare och pianist. Han var medlem i den dansk-norska popgruppen Aqua och var mellan 2001 och 2017 gift med Lene Grawford Nystrøm, sångerskan från samma band.
Rasted är sedan 2007 den ena halvan av popduon Hej Matematik, vilka har släppt flera singlar samt två album i Danmark. 